# 格林纳达历史
格林纳达最早有记载的历史开始于17世纪。1974年，格林纳达自英国独立。

## 早期历史
在2百万年前，今格林纳达由一个水底火山形成。在欧洲人到来之前，加勒比人居住在格林纳达岛上。他们赶走了之前居住的阿拉瓦克人。1498年，哥伦布在他的第三次航行中，远望了此岛。自从格林纳达被发现，它一直保持了非殖民状态大约一百年，一部分是由于岛上的加勒比人的存在。

## 17世纪
1609年，24个英格兰远征队尝试着在格林纳达建立永久定居点。不过该定居点被加勒比人攻击并被破坏。很少人获得幸存，他们于1609年12月15日逃离格林纳达。
1649年3月17日，由法国马提尼克而来的203个远征队登陆格林纳达并建立一个要塞。远征队和当地土著首领快速地签订了一个和平条约来区分两个不同的社区。1649年11月，法国人和土著的冲突爆发并持续了5年。直到最后一波抵抗被镇压。之后，法国人还持续受到来自圣文森特岛的骚扰。
1650年，杜·派归买下了格林纳达、马提尼克和圣卢西亚，大约为1160法郎。1657年，他将格林纳达以1890法郎卖给了伯爵。1664年，法国国王路易十四买下了此岛，并创建法属西印度公司。1674年，法属西印度公司解散。

## 18世纪
在七年战争期间的1762年3月4日，格林纳达被英国夺取。在1763年的巴黎条约，格林纳达被正式的割让给英国。

## 19世纪
1833年，格林纳达属于英属向风群岛管辖。1834年，奴隶制被废除。

## 1900-1974年
1901年人口数据显示，格林纳达共有63438人。1950年，埃里克·盖里创建了格林纳达联合工党。最初是作为一个行业联盟，为了在1951年大罢工中获得更好的工作条件。

## 独立初期
1974年2月7日，格林纳达成为一个独立国家。1983年10月19日哈德森在二次政变中殺害領導人莫里斯·畢曉普而自立了一个军政府。25日，美国和加勒比盟军入侵格林纳达，建立了新的民主政府。

## 恢复民主制（1983年至今）
美军于1983年12月撤军，尼古拉斯·布雷斯韦特被任命为临时政府总理。1984年12月举行选举，赫伯特·布莱兹領導的格林纳达国家党在15个议席中赢得了14个。他担任格林纳达总理直至1989年12月去世。2008年，国民民主大会的蒂尔曼·托马斯在选举中胜出。他在15个议席中赢得11席。